# Николай (Чарнецкий)
Никола́й Алекса́ндрович Чарне́цкий (укр. Миколай Олександрович Чарнецький; 14 декабря 1884, село Семаковцы (ныне Ивано-Франковская область, Украина) — 2 апреля 1959, Львов) — епископ Украинской грекокатолической церкви, член монашеского ордена редемптористов CSsR.
Блаженный Римско-католической церкви, почитается в УГКЦ как исповедник.

## Биография
Николай Чарнецкий родился в семье крестьян Александра и Параскевы Чарнецких, у которых было восемь детей. Начальное образование Николай Чарнецкий получил в гимназии св. Николая в городе Станиславов (ныне — Ивано-Франковск), после по благословению епископа Григория Хомишина он поступает в духовную семинарию. В 1903 году Николая Чарнецкого направили в Рим, где он в течение шести лет изучал богословие и философию. 2 октября 1909 года Николай Чарнецкий был рукоположён в священника. Осенью 1910 года он возвращается в Станиславов и начинает преподавать философию и догматику в местной семинарии, исполняя пастырское служение духовника семинаристов.
В октябре 1919 году Николай Чарнецкий вступает в новициат монашеского ордена редемптористов. 16 октября 1920 года он принёс временные монашеские обеты.
В 1926 году редемптористы открыли миссионерский центр в городе Ковель, Львовская область с целью обращения православных в католичество. Николая Чарнецкого направили для служения в этот миссионерский центр, и он начинает экуменическую деятельность среди местных жителей. Заметив активную экуменическую деятельность Николая Чарнецкого, римский папа Пий XI назначил его титулярным епископом Лебедянским и Апостольским визитатором для греко-католиков Волыни и Полесья.
Хиротония была совершена в 8 февраля 1931 года в Риме униатским епископом Григорием Хомишиным в сослужении с итало-албанским владыкой Меле и апостольским визитатором для русского греко-католического апостолата в Зарубежье Петром Бучисом.
17 марта 1933 года посещал греко-католический Приход Святой Троицы в Патриже служил литургию в храме Сен Сюльпис в сослужении с настоятелем Александром Евреиновым и вторым священником Георгием Цебриковым.
В октябре 1933 года с епископами Болеславом Слоскансом и Петром Бучисом принимал участие в совещании русского католического духовенства в Риме.
С 1939 года, когда на Западную Украину пришла советская власть, Николай Чарнецкий стал испытывать с её стороны различные препятствия в его пастырском служении. Он был вынужден покинуть Волынь и переехать во Львов, где он стал преподавать во львовской семинарии.
Первым Львовским собором экзархов 18 — 19 сентября 1940 года, который установил для территории СССР новое церковно-административное размежевание, был создан Экзархат, территориально охватывающий Волынь, Подляшье, Полесье и Холмщину, во главе которого поставлен епископ Николай (Чарнецкий).
После освобождения Львова от немецких войск в 1944 году Николая Чарнецкого вновь стала преследовать советская власть. 11 апреля 1945 года он был арестован агентами НКВД.
Его держали во львовской тюрьме, всячески издеваясь над ним. Позже его перевели в Киев, где состоялся суд, приговоривший его к 10 годам усиленного режима за «шпионаж в пользу Ватикана». Его вместе с другим осуждённым епископом Иосифом Слипым отправили в лагерь возле сибирского города Мариинск, Кемеровской области. В Сибири его неоднократно переводили из лагеря в лагерь. Последние годы своего заключения он провёл в тюремной больнице в Мордовии. В 1956 году его здоровье резко ухудшилось и тюремное начальство, надеясь, что Николай Чарнецкий вскоре умрёт и чтобы их не обвиняли в смерти епископа, решило его отправить во Львов. Через некоторое время он выздоровел, и хотя ему запретили исполнять пастырское служение, Николай Чарнецкий принимал в своём доме желающих с ним поговорить, исповедовал, совершал рукоположение новых священников, так 18 ноября 1956 он посвятил в сан священника Павла Василика, будущего епископа.
Скончался 2 апреля 1959 года во Львове. Похоронен на Скниловском кладбище, позже перезахоронен на Лычаковское кладбище.

## Прославление
27 июня 2001 года епископ Николай Чарнецкий причислен к лику блаженных Римским папой Иоанном Павлом II.
В 2002 году мощи епископа торжественно перенесли в храм Иосафата на ул. Замарстыновскую, 134 во Львове.